# Paruline d'Adélaïde
Setophaga adelaidae
Espèce
Répartition géographique
Statut de conservation UICN

 LC  : Préoccupation mineure
La Paruline d'Adélaïde (Setophaga adelaidae, anciennement Dendroica adelaidae) est une espèce monotypique de passereaux endémique de Porto Rico.